# Jürgen Wolf (Skilangläufer, 1957)
Jürgen Wolf (* 10. März 1957 in Beerfelden) ist ein ehemaliger deutscher Skilangläufer, Trainer und Sportfunktionär.

## Leben
Als Mitglied der Deutschen Skilanglaufnationalmannschaft nahm er an internationalen Wettbewerben teil. Nach seiner sportlichen Karriere und nach absolviertem Sportstudium arbeitete er als Sportlehrer am Albertus-Magnus-Gymnasium in Viernheim. 1993 legte er die Prüfung zum Diplomtrainer an der Trainerakademie Köln des Deutschen Olympischen Sportbundes ab. Das Studium der Sportwissenschaft mit anschließender Promotion erfolgte an der Sportwissenschaftlichen Fakultät der Universität Leipzig.

## Trainerlaufbahn
Seine Trainerlaufbahn begann 1988 als Bundestrainer der Damen-Nationalmannschaft im Skilanglauf.
1993 wurde Wolf Leiter der Trainerausbildung. 1996 trat er in das von Kurt Podesta gegründete Reha-Zentrum Neckar-Odenwald, eine Tagesklinik in Eberbach-Beerfelden, als Mitgesellschafter ein.
1999 berief ihn der DSV zum Cheftrainer Skilanglauf und führte die Damen-Nationalmannschaft zum Olympiasieg in der 4 × 5-km-Staffel bei den Olympischen Winterspielen in Salt Lake City 2002. Mit weiteren 4 Medaillen (2 × Silber und 2 × Bronze) erreichten die Deutschen Skilangläufer 2002 das bis dahin beste Ergebnis bei Olympischen Winterspielen.
Als Wissenschaftskoordinator (2002–2004) und als Teamkoordinator (2004–2006) betreute Jürgen Wolf die Skisprung-Nationalmannschaft und arbeitete im Team mit den Bundestrainern Reinhard Heß, Wolfgang Steiert und Peter Rohwein.
Ab 2010 arbeitete Jürgen Wolf als Direktor für den Bereich Sportentwicklung im Deutschen Skiverband. 2015 wechselte er die Position im DSV und ist seit dieser Zeit hauptamtlich für die Trainerausbildung im Leistungssport verantwortlich.
Durch einen Kooperationsvertrag zwischen der Deutschen Eisschnelllauf Gemeinschaft (DESG) und dem DSV wurde Jürgen Wolf 2015 zum Bundestrainer für Ausbildung und Wissenschaft der DESG berufen. Hier arbeitet er mit Sportdirektor Robert Bartko im Bereich der Trainer- und Verbandsentwicklung eng zusammen. Der Kooperationsvertrag hatte eine Laufzeit von drei Jahren und endete 2018.
Seit 2018 leitet Jürgen Wolf die neu gegründete DSV Akademie. Er vertritt die Disziplinbereiche Skisprung und Nordische Kombination in der DSV Trainerschule.

## Sportfunktionär
Jürgen Wolf ist Autor verschiedener Sportbücher und Mitglied im Bildungsbeirat des Deutschen Olympischen Sportbundes (DOSB).
Wolf war von 2003 bis 2020 Mitglied im Kuratorium der Trainerakademie Köln. Er vertritt die Interessen des DSV in verschiedenen Fachgremien auf nationaler und internationaler Ebene.

## Veröffentlichungen (Auswahl)
- Ich lerne Skifahren (mit Katrin Barth und Hubert Brühl). 2. Auflage. Aachen 2012. ISBN 978-3-89899-692-1
- Skisport. modernes Nachwuchstraining. (mit Berndt Barth). Aachen 2007. ISBN 978-3-89899-240-4.